# Muraż
Muraż (biał. Муражы; ros. Муражи) – wieś na Białorusi, w obwodzie witebskim, w rejonie brasławskim, w sielsowiecie Słobódka.

## Historia
W czasach zaborów w gminie Brasław, w powiecie nowoaleksandrowskim, w guberni wileńskiej Imperium Rosyjskiego.
W dwudziestoleciu międzywojennym wieś leżała w Polsce, w województwie nowogródzkim (od 1926 w województwie wileńskim), w powiecie brasławskim, w gminie Brasław.
Według Powszechnego Spisu Ludności z 1921 roku zamieszkiwało wieś 142 osoby, 135 były wyznania rzymskokatolickiego a 7 prawosławnego. Jednocześnie 129 mieszkańców zadeklarowało polską przynależność narodową a 13 białoruską. Było tu 27 budynków mieszkalnych. W 1931 w 29 domach zamieszkiwało 166 osób.
Miejscowość należała do parafii rzymskokatolickiej i prawosławnej w Brasławiu. Podlegała pod Sąd Grodzki w Brasławiu i Okręgowy w Wilnie; właściwy urząd pocztowy mieścił się w Brasławiu.